# Daniel Teklehaimanot
Daniel Teklehaimanot Girmazion (Debarwa, 10 november 1988) is een Eritrees wielrenner die in 2018 reed voor Cofidis.

## Biografie
In 2007 behaalde Teklehaimanot zijn eerste professionele overwinning, de 6e etappe in de Ronde van Eritrea. Een jaar ervoor behaalde hij al twee ereplaatsen in dezelfde ronde en ook in 2007 werd hij al tweede in de tweede etappe.
In 2008 liep hij een jaar stage bij Amore & Vita-McDonald's waar hij nationaal kampioen bij de elite en vijfde op het Afrikaans kampioenschap tijdrijden werd en daarnaast achtste op het de wegwedstrijd bij de elite. Bij de beloften werd hij op allebei de onderdelen kampioen, maar wist daar geen contract af te dwingen waarna hij in 2010 naar Cervélo TestTeam ging.
In 2009 kon hij als deel van de Eritrese nationale ploeg deelnemen aan de Ronde van de Toekomst. Deze wist hij erg goed af te sluiten, met een zesde plaats in het eindklassement. Hij won dat jaar tevens twee etappes in de Ronde van Eritrea.
Bij aanvang van de Ronde van de Toekomst 2010 was hij zelfs een van de favorieten voor de eindwinst, maar verloor al veel tijd in de proloog en verliet de koers uiteindelijk na de zesde etappe.
In 2010 mocht hij stage lopen bij het Cervélo TestTeam, en behaalde goede resultaten: tweede in de Ronde van Bern, de tweede etappe in de Coupe des Nations Ville Saguenay voor beloften, vijfde in de GP Oberes Fricktal, een etappe in de Ronde van Rwanda en Afrikaans kampioen op de ploegentijdrit (met Meron Russom, Tesfay Teklit en Ferekalsi Debesay), de tijdrit en de normale wegwedstrijd.
Op donderdag 1 september 2011 werd bekend dat Teklehaimanot in 2012 zou uitkomen voor het Australische GreenEDGE Cycling.
Op 9 juli 2015 wist hij als eerste Afrikaan de bolletjestrui in de Ronde van Frankrijk te veroveren tijdens de zesde etappe van Abbeville (Somme) naar Le Havre.
In de wegwedstrijd op de Olympische Spelen in Rio de Janeiro eindigde Teklehaimanot op plek 43, op bijna negentien en een halve minuut van winnaar Greg Van Avermaet.

## Belangrijkste overwinningen
2007
6e etappe Ronde van Eritrea
2008
 Eritrees kampioen op de weg, Elite
2009
1e en 3e etappe Ronde van Eritrea
2010
 Afrikaans kampioen op de weg, Elite
 Afrikaans kampioen tijdrijden, Elite
 Afrikaans kampioen ploegentijdrijden, Elite (met Meron Russom, Tesfay Teklit en Ferekalsi Debesay)
 Afrikaans kampioen op de weg, Beloften
 Afrikaans kampioen tijdrijden, Beloften
2e etappe Coupe des Nations Ville Saguenay, Beloften
2e etappe Ronde van Rwanda
Eindklassement Ronde van Rwanda
2011
4e etappe La Tropicale Amissa Bongo
Beste jonge Afrikaan La Tropicale Amissa Bongo
 Eritrees kampioen tijdrijden, Elite
1e, 2e en 3e etappe Kwita Izina
Eindklassement Kwita Izina
5e etappe Ronde van Algerije
Afrikaans kampioen tijdrijden, Elite
Afrikaans kampioen ploegentijdrit, Elite (met Natnael Berhane, Jani Tewelde en Ferekalsi Debesay)
2012
 Eritrees kampioen op de weg, Elite
 Eritrees kampioen tijdrijden, Elite
 Afrikaans kampioen ploegentijdrijden, Elite (met Natnael Berhane, Jani Tewelde en Ferekalsi Debesay)
 Afrikaans kampioen tijdrijden, Elite
2013
Prueba Villafranca de Ordizia
 Afrikaans kampioen tijdrijden, Elite
 Afrikaans kampioen ploegentijdrijden, Elite (met Natnael Berhane, Meron Russom en Meron Teshome)
2015
 Afrikaans kampioen ploegentijdrijden, Elite (met Natnael Berhane, Mekseb Debesay en Merhawi Kudus)
 Eritrees kampioen tijdrijden, Elite
2016
Bergklassement Critérium du Dauphiné
 Eritrees kampioen tijdrijden, Elite
 Eritrees kampioen op de weg, Elite
2018
 Eritrees kampioen tijdrijden, Elite

## Resultaten in voornaamste wedstrijden
| Jaar | Ronde van Italië | Ronde van Frankrijk | Ronde van Spanje |
| ---- | ---------------- | ------------------- | ---------------- |
| 2011 |                  |                     |                  |
| 2012 |                  |                     | 146e             |
| 2013 |                  |                     |                  |
| 2014 |                  |                     | 47e              |
| 2015 |                  | 49e                 |                  |
| 2016 |                  | 85e                 |                  |
| 2017 | 111e             |                     |                  |
| 2018 |                  |                     |                  |
| 2019 |                  |                     |                  |

| Jaar | Milaan-San Remo | Amstel Gold Race | Luik-Bast.‑Luik | Ronde van Lombardije | Waalse Pijl |  | WK op de weg |  | Wereldranglijsten |
| ---- | --------------- | ---------------- | --------------- | -------------------- | ----------- |  | ------------ |  | ----------------- |
| 2011 |                 |                  |                 |                      |             |  | 143e         |  |                   |
| 2012 |                 |                  |                 |                      |             |  |              |  |                   |
| 2013 |                 |                  |                 | opgave               |             |  | opgave       |  |                   |
| 2014 | opgave          |                  | 125e            |                      |             |  |              |  |                   |
| 2015 |                 | opgave           | opgave          |                      |             |  |              |  |                   |
| 2016 |                 |                  | opgave          |                      | 127e        |  | opgave       |  |                   |
| 2017 |                 |                  |                 |                      |             |  |              |  | 404e (UWT)        |
| 2018 | 163e            |                  |                 |                      |             |  |              |  |                   |
| 2019 |                 |                  |                 |                      |             |  | opgave       |  |                   |

## Ploegen
- 2008 –  Amore & Vita-McDonald's (stagiair vanaf 1-8)
- 2010 –  Cervélo Test Team (stagiair vanaf 1-8)
- 2012 –  Orica GreenEDGE[2]
- 2013 –  Orica GreenEDGE
- 2014 –  MTN-Qhubeka
- 2015 –  MTN-Qhubeka
- 2016 –  Team Dimension Data
- 2017 –  Team Dimension Data
- 2018 –  Cofidis
- 2019 –  Team Pédale Pilotine-Blue Car (club uit Martinique)

Appollonio · Bos · Cuesta · Correia · Deignan · Denifl · Florencio · Hammond · Haussler · Hoestov · Hunt · Hushovd  · King · Klier · Konovalovas · Lancaster · Lloyd · Novoa · Pujol · Rasch · Reimer · Rollin · Sastre · Tondó · Wyss · Teklehaimanot (stagiair) · Wetterhall (stagiair)
Albasini · Beppu · Bewley · Bobridge · Clarke · Cooke · Davis · Dean · Docker · Durbridge · Gerrans · Goss · Hepburn · Howard · Impey · Keukeleire · Kruopis · Lancaster · Langeveld · McEwen · Meier · C.Meyer · T.Meyer · Mouris · O'Grady · Sulzberger · Teklehaimanot · Tuft · Vaitkus · Weening · Wilson
Albasini · Beppu · Bewley · Clarke · Cooke · Davis · Docker · Durbridge · Gerrans · Goss · Hepburn · Howard · Howson (stagiair) · Impey · Kang (stagiair) · Keukeleire · Kruopis · Lancaster · Langeveld · Matthews · Meier · C.Meyer · T.Meyer · Mouris · O'Grady · Sulzberger · Teklehaimanot · Tuft · Vaitkus · Weening
Augustyn · Ciolek · Debesay · Dougall · Gerdemann · Grmay · Janse van Rensburg · Jim · Konovalovas · Kudus · Meintjes · Niyonshuti · Pardilla · Potgieter · Reguigui · Reimer · Russom · Sbaragli · Stauff · Teklehaimanot · Tewelde · Thomson · van Niekerk · Venter · Wesemann · van Zyl · Hník (stagiair)
Berhane · Boasson Hagen · Bos · Brammeier · Ciolek · Cummings · Dougall · Farrar · Goss · R.Janse van Rensburg · J.Janse van Rensburg · Jim · Kudus · Meintjes · Niyonshuti · Pauwels · Reguigui · Sbaragli · Stauff · Teklehaimanot · Thomson · van Zyl · Venter · Julius (stagiair)
Antón · Berhane · Boasson Hagen · Bos · Brammeier · Cavendish · Cummings · Debesay · Dougall · Eisel · Farrar · Fraile · Haas · J.Janse van Rensburg · R.Janse van Rensburg · Jim · Kudus · Meyer · Niyonshuti · Pauwels · Reguigui · Renshaw · Sbaragli · Siwtsow · Teklehaimanot · Thomson · Venter · van Zyl · Eyob (stagiair) · Gebreigzabhier (stagiair) · Gibbons (stagiair)
Antón · Berhane · Boasson Hagen · Cavendish · Cummings · Debesay · Dougall · Eisel · Farrar · Fraile · Gibbons · Haas · J. Janse van Rensburg · R. Janse van Rensburg · King · Kudus · Morton · Niyonshuti · O'Connor · Pauwels · Reguigui · Renshaw · Sbaragli · Teklehaimanot · Thomson · Thwaites · Venter · van Zyl · Dlamini (stagiair) · Eyob (stagiair) · Gebreigzabhier (stagiair)